# World Wide Web Foundation
A World Wide Web Foundation (Fundação World Wide Web em português) é uma organização dedicada à melhoria e disponibilidade da World Wide Web. A formação da organização foi anunciado em setembro 14, 2008 por Tim Berners-Lee em Washington, DC. A organização lançou no dia 15 de novembro, 2009. Um de seus ex-membros do conselho de administração é o ex-primeiro-Ministro Gordon Brown.
A missão da organização é "estabelecer a open Web como um bem público global e um direito básico, assegurando o o direito de acesso à internet e a universalização da Internet. A fundação trabalha em duas áreas, Free and Open Web e Open Democracy, para alcançar os objetivos da organização.
Ele publica o Web Index com estatísticas sobre o impacto social, econômico e político da Internet em mais de 86 países.
A organização foi fechada em setembro de 2024, após 15 anos de atuação.

## Recepção

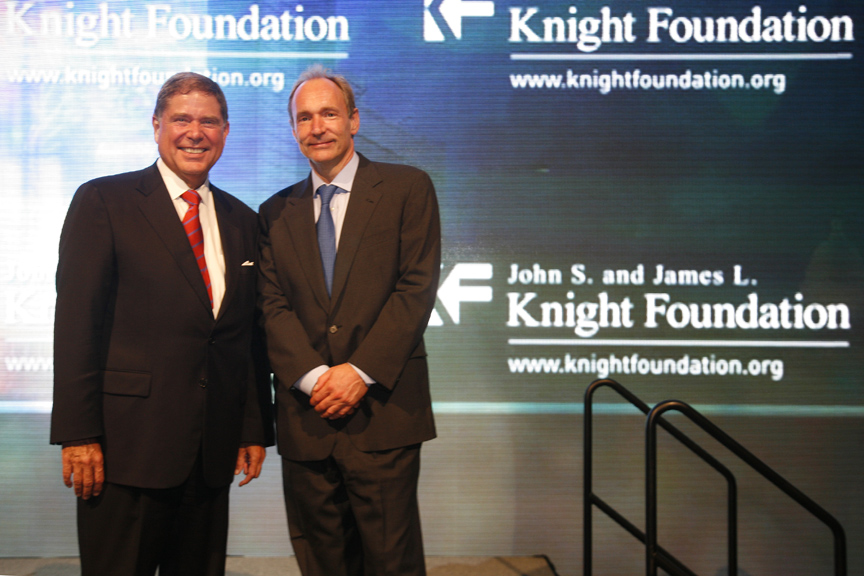
Alberto Ibarguen e Berners-Lee, anunciando a Web Foundation em 2008

Ao anunciar a fundação, Berners-Lee discutido um sistema de rótulo de sites para sua confiabilidade. De acordo com a BBC, ele disse que "seriam necessários novos sistemas que daria sites de um rótulo para a confiabilidade, uma vez que tinha sido provado fontes confiáveis.". O New Scientist criticou a formação de uma organização de dizer aos outros o que é verdadeiro ou não.

## Fechamento
No dia 27 de setembro de 2024, os co-fundadores Tim Berners-Lee e Rosemary Leith publicaram uma carta pública no site da organização, anunciando o seu fechamento. Os autores argumentam que o propósito da organização fora relativamente concluído, e que a Web, atualmente, exige novos desafios, sendo um dos maiores a commoditiezação dos dados dos usuários pelas plataformas de redes sociais. Para combater isso, Tim começou a trabalhar no protocolo Solid a partir de 2015, o qual se tornará a sua prioridade mais alta a partir de agora com o fechamento da World Wide Web Foundation.